# 高育璈
高育璈（1919年—2010年4月6日），男，直隶（今河北）文安人，中国放射诊断学专家、医学教育家，曾任中国人民解放军军医进修学院教授、博士生导师。